# Subaru Pleo
Subaru Pleo — компактный автомобиль производства компании Subaru. Первоначально он продавался только в Японии, однако позже стал экспортироваться в США. Pleo был представлен 9 октября 1998 года, заменив предшественника Subaru Vivio, когда японские правила продиктовали изменение размеров безналоговых автомобилей класса keicar, и в результате, каждая модель класса была заново переконструирована. В июне 1999 года было начато производство Pleo с косметическими изменениями под названием Nesta. Затем, в октябре был выпущен спортивный вариант Pleo под названием LS. В мае 2000 года в производство был запущен ещё один вариант Pleo Nesta — G Edition. Годом позже, был запущен в производство самый спортивный вариант Pleo, названный RS. В октябре Pleo получил новое «косметическое лицо», второе — год спустя. Последователь, Subaru R2, был представлен 8 декабря 2003 года. Вместе с тем, Pleo по-прежнему присутствовал на рынке как самая доступная модель с самыми простыми двигателями. В июне 2007 года был выпущен Pleo Van.
В иерархии Pleo располагался выше, чем условные keicar-хетчбэки, но всё же ниже, чем явный keicar-минивэн Suzuki Wagon R.
Он поставлялся с разными двигателями типа I4 объёмом 658 см3: SOHC, DOHC, с турбонаддувом, и с двумя уровнями отделки салона.